# 天道教青友党
天道教青友党（てんどうきょうせいゆうとう、천도교청우당）は、朝鮮民主主義人民共和国（北朝鮮）の政党である。北朝鮮初の宗教政党でもある。

## 概要・沿革
朝鮮半島固有の宗教的思想である天道教（東学）信者の農民が中心になり、1946年（主体35年）2月1日付で天道教北朝鮮宗務院が発足した。本党は宗務院の傘下で、同年2月8日付で結党された。外国帝国主義の侵略・従属への抵抗と、民族自決主義と民主国家の確立を目指すというポリシーを掲げていた。

北朝鮮創建後の1949年（主体38年）、共産主義の原則に基づく無宗教化の方針に沿って天道教北朝鮮宗務院は解散に追い込まれ、そこから1970年代に至るまで本党の活動はまったくの闇に包まれた。しかし、1974年（主体63年）に朝鮮天道教会の名前で再結成される。現在まで続く天道教青友党の公表される歴史は、事実上ここから始まる。
その後は「輔国安民」「斥洋斥倭」をスローガンに、朝鮮労働党の三大革命路線を民族共通の路線として支持し、その実現のために戦うとしている。しかし、朝鮮労働党の指導を認めている衛星政党として労働党の一党独裁を輔翼し、最高人民会議に代表を送ることで複数政党制の維持に寄与している。しかも党首たる委員長は政府において祖国統一民主主義戦線議長を兼務するため、政権与党を批判・牽制する他国における野党のような役割は果たしていない。

最高人民会議の議会としての体裁を整えるため、もう一つの衛星政党である朝鮮社会民主党と同様に執権党たる朝鮮労働党との関係は、あくまでも与党ではなく「友党」とされている。

対外的にはこれも朝鮮社会民主党と同様、北朝鮮による対南工作活動の実働部隊という役割を与えられている。朝鮮社会民主党と同じく労働党中央委員会統一戦線部の指揮の下、朝鮮天道教会と連携し、南半部（大韓民国）の天道教団体との交流を行うほか、労働党本体に代わって進歩的政党や親北勢力、主体思想派政治家などとの交流も行う。
なお、北朝鮮に存在するとされる出身成分では、天道教青友党党員は現在・過去を問わず動揺階層になるといい（最高幹部は除く）、西側の文献では共和国公民が本党への入党を目指した段階で人民保安部と国家安全保衛部の監視対象にされると述べられている。

## 歴代委員長
初代委員長 - 崔徳新
中国国民党の抗日戦争に参加し、解放後に韓国軍幹部として朝鮮戦争に参戦し、停戦会議にも参加。
第2代委員長 - 鄭信赫
1989年に、崔徳新の死に伴い就任。
第3代委員長 - 柳美英
崔徳新の妻。1993年に就任。2016年死去。
暫定委員長 - 尹正虎
副委員長。柳の死去に伴い暫定的に委員長職務を代行。
第4代委員長 - 李明哲
2021年に開催された朝鮮労働党第8次大会にて天道教青友党中央委員会委員長として出席。